# خلیج پگ‌ول

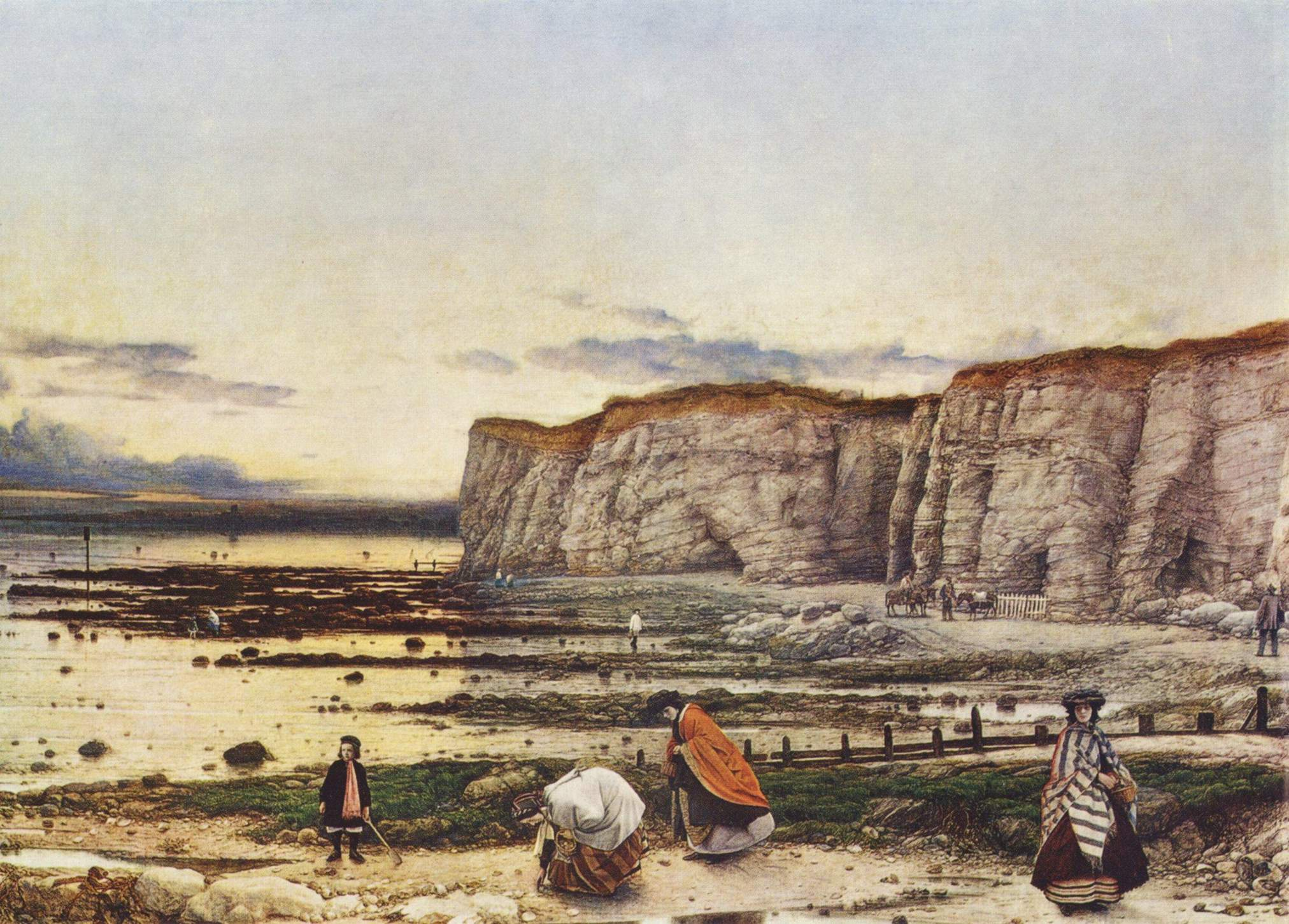
خلیج پگ‌ول، کنت – یک خاطره از ۱۵ اکتبر ۱۸۵۸, توسط ویلیام دایس

خلیج پگ‌ول (به انگلیسی: Pegwell Bay) یک خلیج کم عمق در کناره کانال مانش در ورودی رودخانه استوور میان رامس‌گیت و سندویچ در کنت است. درون این خلیج ذخیره‌گاه طبیعی بزرگی واقع شده است که برای مهاجرت آبچر و غاز وحشی شناخته شده است و همچنین این ذخیره‌گاه طبیعی همراه با سری کامل زیستگاه‌های ساحل دریا از جمله جزر و مد گسترده و شوره زار را داراست. مردم می‌توانند از این ذخیره گاه طبیعی از طریق پارک خلیج پگ‌ول واقع در جاده آ۲۵۶ رامس‌گیت به دوور دیدن کنند.
در قرن ۱۹ اسکله لذت برای رقابت با تفریحگاه ساحلی که در نزدیکی رامس‌گیت هست ساخته شد اما این پروژه موفق نبود و تا قبل از پایان قرن پرچیده شد.

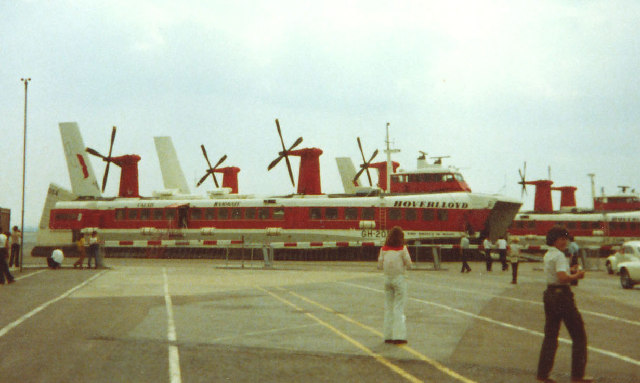
ژوئیه ۱۹۸۶. خلیج پگ‌ول
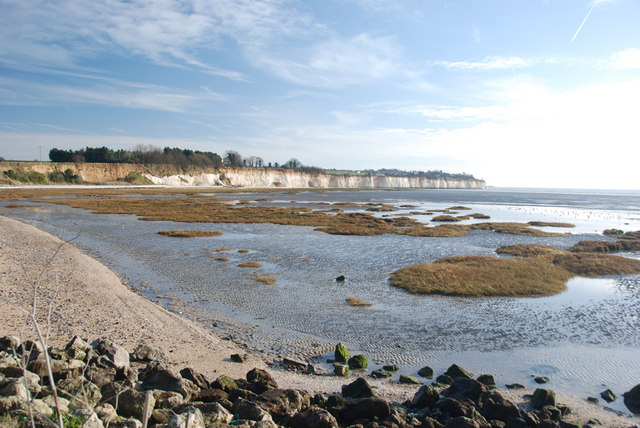
نمای روستای پگ‌ول از خلیج
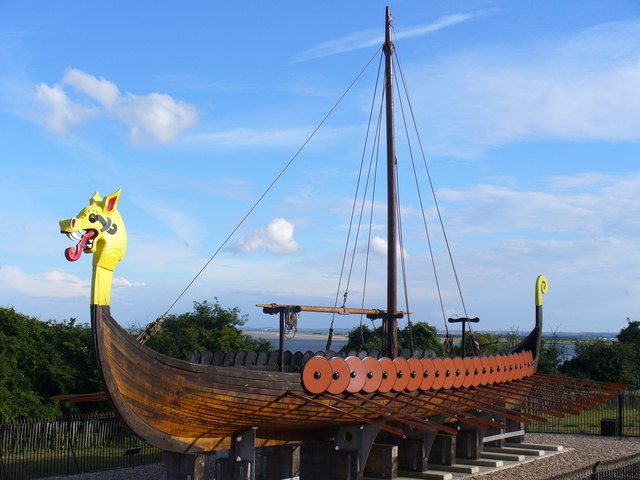
قایقی در پاک
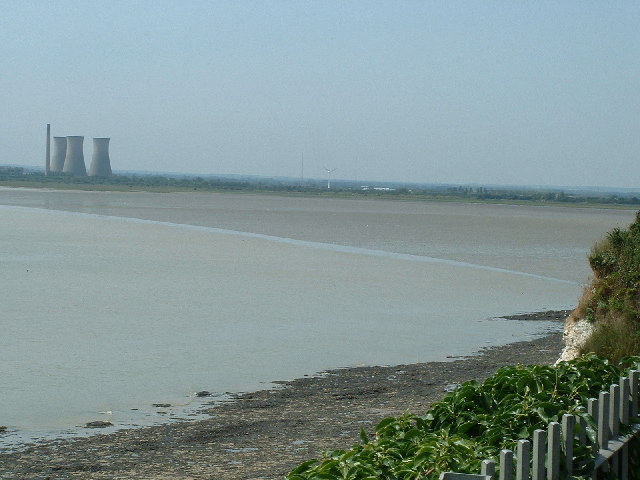
نمای مقابل روستا بالای صخره‌ها
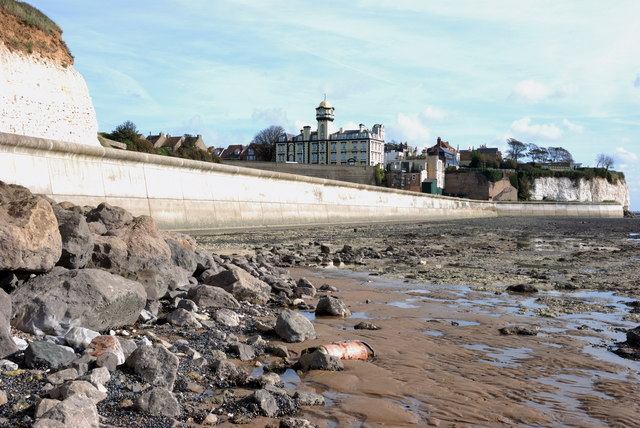
نمایی از هتل خلیج پگ‌ول از ساحل
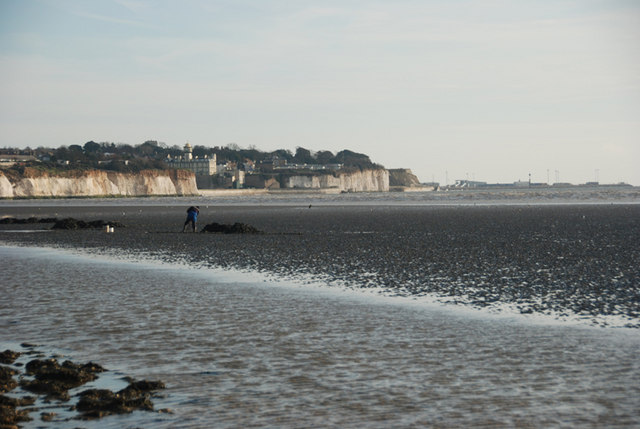
روستای پگ‌ول
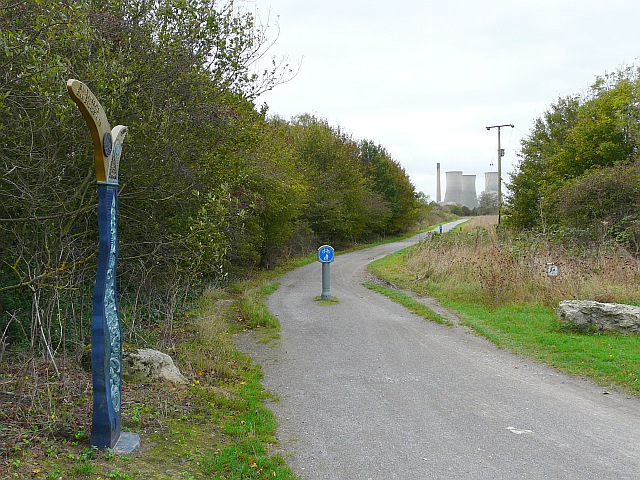
جاده دوچرخ سواری